# Gut Breite
Das Gut Breite ist ein Wohnplatz im Ortsteil Stücken der Gemeinde Michendorf im Landkreis Potsdam-Mittelmark im Land Brandenburg.

## Geografische Lage
Stücken liegt südöstlich des Gemeindezentrums; der Wohnplatz östlich des Dorfzentrums und damit an der unmittelbaren Landesgrenze zum Landkreis Teltow-Fläming. Östlich grenzt mit Blankensee ein Ortsteil der Stadt Trebbin an. Südlich befindet sich der Beelitzer Ortsteil Zauchwitz mit dem östlich gelegenen Gemeindeteil Körzin. Naturräumlich befindet sich der Wohnplatz im Naturpark Nuthe-Nieplitz.

## Geschichte und Etymologie
Einen ersten Nachweis des Dorfes gab es aus dem Jahr 1671, als die drey Oerter Landes, der Werder, Birkholz und Breite genannt in einer Dokumentation derer von Thümen, die in der Region über viele Jahrhunderte herrschten, erwähnt wurden. Im Jahr 1680 erschien dort ein Ritter Acker die Breite genannt. Im Jahr 1720 errichteten die von Thümen ein das auf der Breite neuangelegte Vorwerk die Breite undt Birckholtz genandt. Es gehörte im Jahr 1801 zum Gutshaus Blankensee und war sechs Lehnhufen groß. Im Vorwerk gab es zwei Feuerstellen (=Haushalte) und neun Personen, die von Blankensee aus seelsorgerisch betreut wurden. Im Jahr 1805 wurde es nur noch Breite genannt; dort lebten im Jahr 1817 insgesamt 10, im Jahr 1837 mittlerweile 14 Personen, die ab 1817 zur Kirchengemeinde Stücken gehörten. Im Jahr 1858 waren es ausweislich des Ortschaftsverzeichnisses nur noch elf Personen, die Landwirtschaft betrieben. Ihnen standen 621 Morgen Fläche zur Verfügung, darunter 350 Morgen Wiese, 240 Morgen Acker, 30 Morgen Weide und ein Morgen für Gehöfte.
1896 war das Vorwerk Breite mit dem Status eines Rittergutes im Eigentum des Viktor von Thümen auf Blankensee und Stangenhagen, Größe 138,97 ha. Zur Jahrhundertwende wurde von einem Haus mit 152 Hektar Fläche berichtet, in dem im Jahr 1905 insgesamt nur noch acht Personen lebten. Im Jahr 1920 wechselte die Zugehörigkeit der Kirchengemeinde erneut nach Blankensee. Bis zum Jahr 1925, das Vorwerk war mittlerweile im Jahr 1920 mit der Gemeinde Stücken vereinigt worden, war die Anzahl der Personen wieder auf 36 angewachsen. Seit 1931 wird Gut Breite als Wohnplatz von Stücken geführt.